# Cato Bontjes van Beek

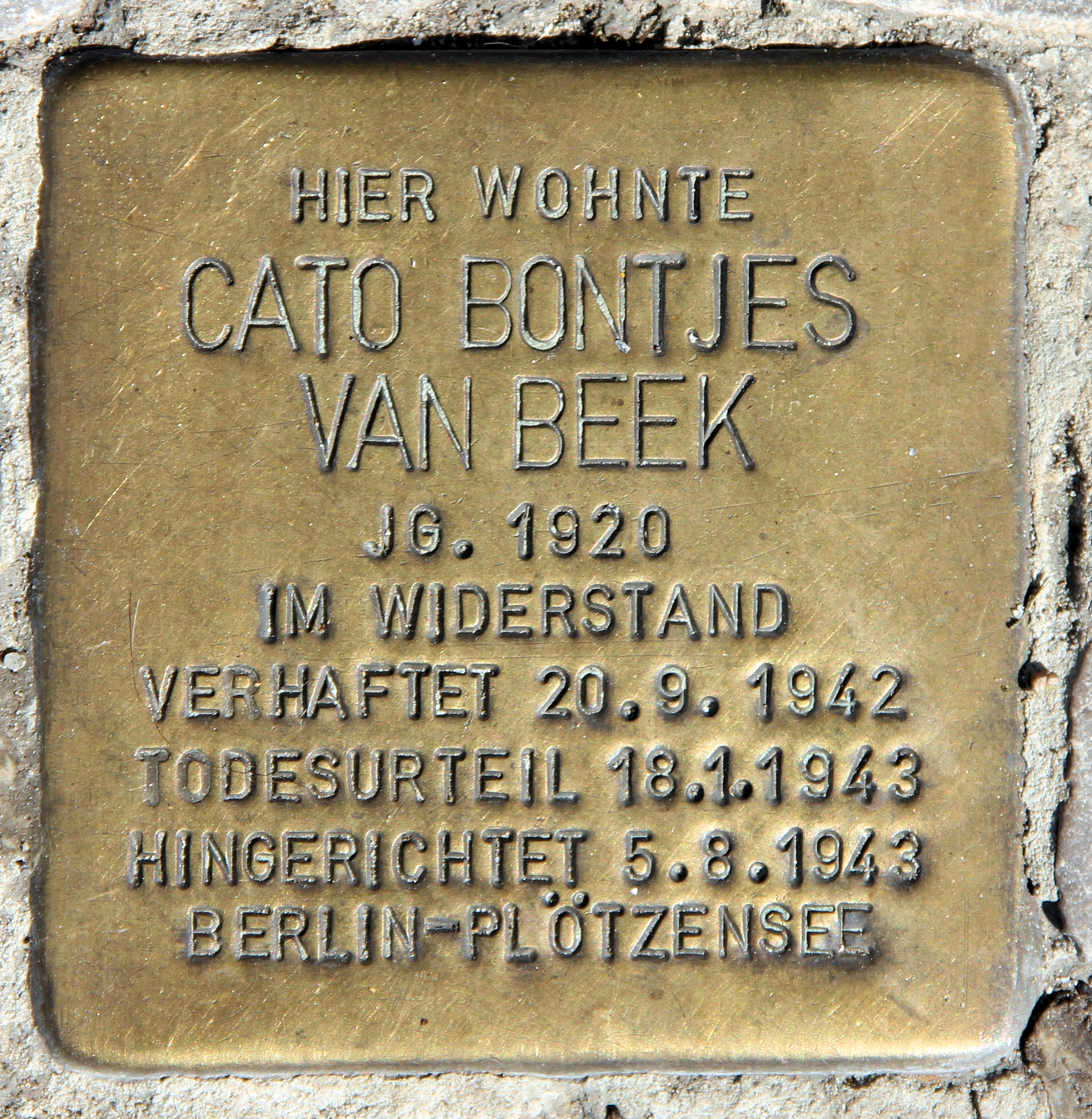
Stolperstein voor het huis aan de Kaiserdamm 22 in Berlin-Charlottenburg

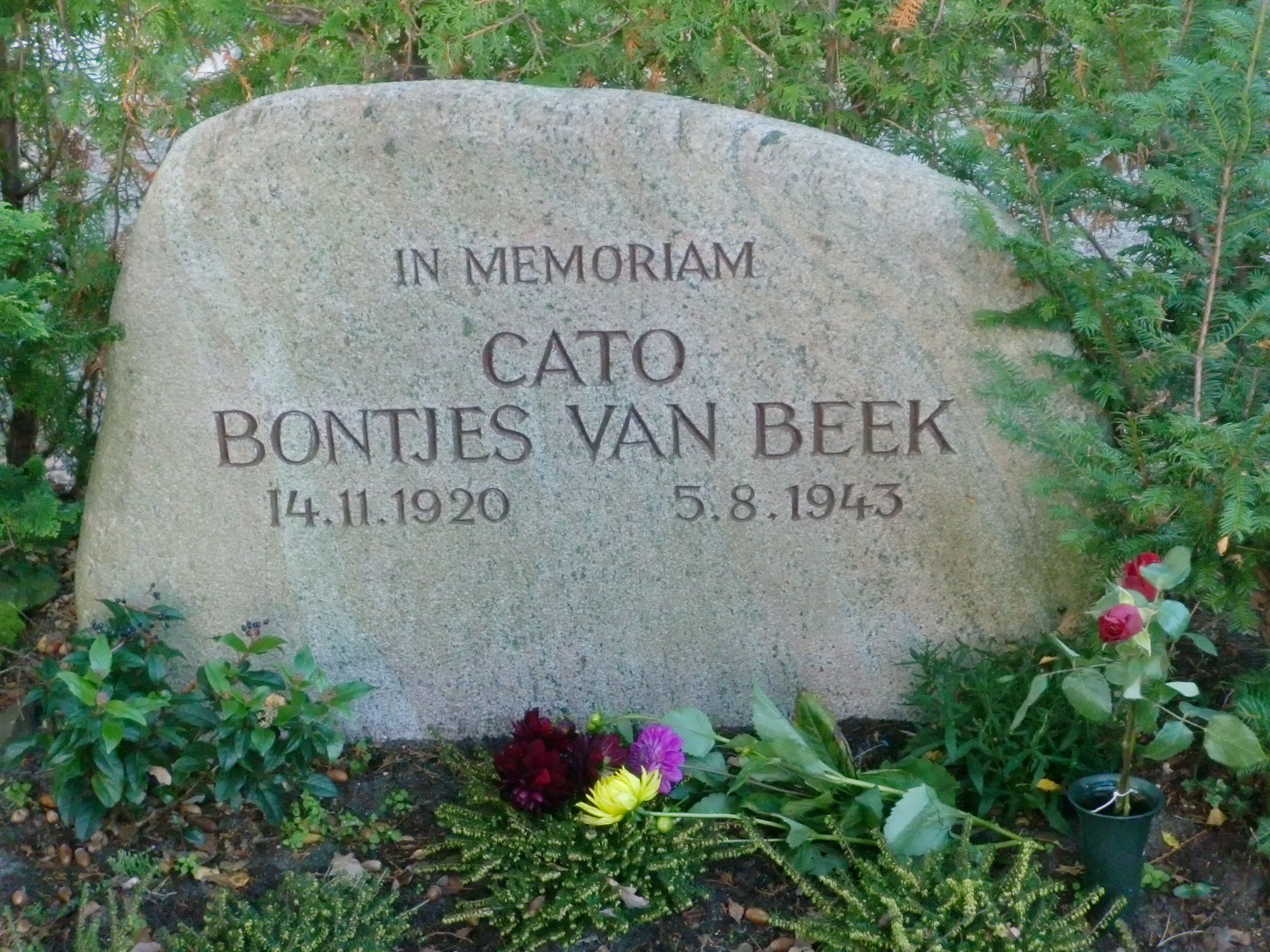
Gedenksteen op de Fischerhude-begraafplaats.

Cato Bontjes van Beek (Bremen, 14 november 1920 - Berlijn 5 augustus, 1943) was een Duitse verzetsstrijdster die lid was van de groep Die Rote Kapelle.

## Levensloop
Cato Bontjes van Beek had twee Nederlandse grootouders en een Deense vader, de beeldhouwer en keramist Jan Bontjes van Beek. Haar moeder was de bekende danseres, schilderes en beeldhouwster Olga Breling, die tussen 1929 en 1933 in Amsterdam woonde en hier ook Nederlands leerde. Toen Cato's ouders waren gescheiden, ging zij samen met haar zuster Mietje in 1940 bij haar vader in Berlijn wonen. Evenals haar ouders was Cato Bontjes van Beek artistiek begaafd.
De jonge vrouw weigerde lid te worden van de Bund Deutscher Mädel, de meisjesafdeling van de Hitlerjugend en ging evenals haar vader in verzet tegen het nationaalsocialisme. Via Libertas Schulze-Boysen, die ze in de herfst 1941 had leren kennen, trad ze toe tot de communistisch georiënteerde verzetsgroep Die Rote Kapelle. Op 20 september 1942 werd ze samen met haar vader door de Gestapo gearresteerd. De vader werd na enkele maanden wegens gebrek aan bewijs vrijgelaten, de dochter echter werd op 18 januari 1943 ter dood veroordeeld en op 5 augustus 1943 in de Berlijnse gevangenis Plötzensee onthoofd, samen met vijftien medestrijders.
Het stoffelijk overschot werd, evenals dat van andere omgebrachte verzetsstrijdsters, als onderzoeksmateriaal bezorgd bij de Duitse gynaecoloog Hermann Stieve. Kort na de oorlog rapporteerde deze schaamteloze "arts zonder menselijkheid" in een Duits geneeskundig tijdschrift over de lichamelijke reacties van de jonge vrouw op haar gevangenschap en naderend einde.
Uit Cato's laatste brieven:
"Toen ik wist, nu kun je nog iets zeggen om je leven te redden, toen bestond er geen politiek meer voor me, enkel en alleen stond me voor de geest dat het maar om één ding gaat, en dat is de liefde van de mensen tot elkaar."
"Ik heb niet om mijn leven gebedeld."

## Eerbewijzen
- Sinds 1991 draagt een gymnasium in de stad Achim de naam Cato Bontjes van Beek-Gymnasium. Op dat gymnasium bevindt zich ook een Cato Bontjes van Beek-Archiv.
- In Fischerhude, Meldorf, Leipzig en Bremen is een straat en/of plein naar Bontjes van Beek vernoemd.
- De Wolfsburgse afdeling van het Verband Christlicher Pfadfinderinnen und Pfadfinder (VCP) heeft zich naar haar genoemd, evenals een Bremense afdeling van de Christliche Pfadfinderschaft Deutschlands.
- In Berlin-Lichtenrade bestaat een cultuurhuis met haar naam.
- Voor haar laatste woonplaats in Berlin-Charlottenburg ligt een Stolperstein ter nagedachtenis van Bontjes van Beek.

## Films
- Cato Bontjes van Beek. Ihr redet alle, aber keiner tut etwas!. Documentairefilm van Thomas Grimm en Regina Griebel. Duitsland 1991.
- Cato – Ein kurzes Leben im Widerstand. Documentaire van Dagmar Brendecke, 2008.
- Cato ist immer noch hier. Script en regie: Dagmar Brendecke, bioscoop-documentairefilm, Duitsland 2009.
- CATO. Documentairefilm van Dagmar Brendecke en Walter Brun. Duitsland 2010.